# Renault Scénic
La Renault Scénic, già commercializzata come Renault Mégane Scénic dal 1996 al settembre 1999, è un'autovettura del tipo monovolume di taglia media, prodotta a partire dal 1999 dalla casa automobilistica francese Renault.

## Il contesto
Sin dall'inizio del progetto X64, da cui poi è nata la famiglia Mégane, la Renault aveva in mente di realizzare una monovolume di taglia media, da mettere a metà strada fra la piccola neonata Twingo e la storica Espace, che col susseguirsi delle generazioni stava aumentando via via le proprie dimensioni. Fu così che si realizzò una monovolume con soli 5 posti, ma che per il resto non aveva niente da invidiare alle avversarie di taglia maggiore. I vertici Renault credevano in questo progetto al punto che decisero di mettere in secondo piano lo sviluppo della versione station wagon, pensando di dirottare su questa nuova categoria di autovetture inventata dalla Scénic la clientela della station.
Quattordici mesi dopo la presentazione della Mégane berlina (ma in Italia furono solo 8 per via della ritardata commercializzazione) fu presentata la prima monovolume compatta dell'era moderna.

## Le origini: la Mégane Scénic

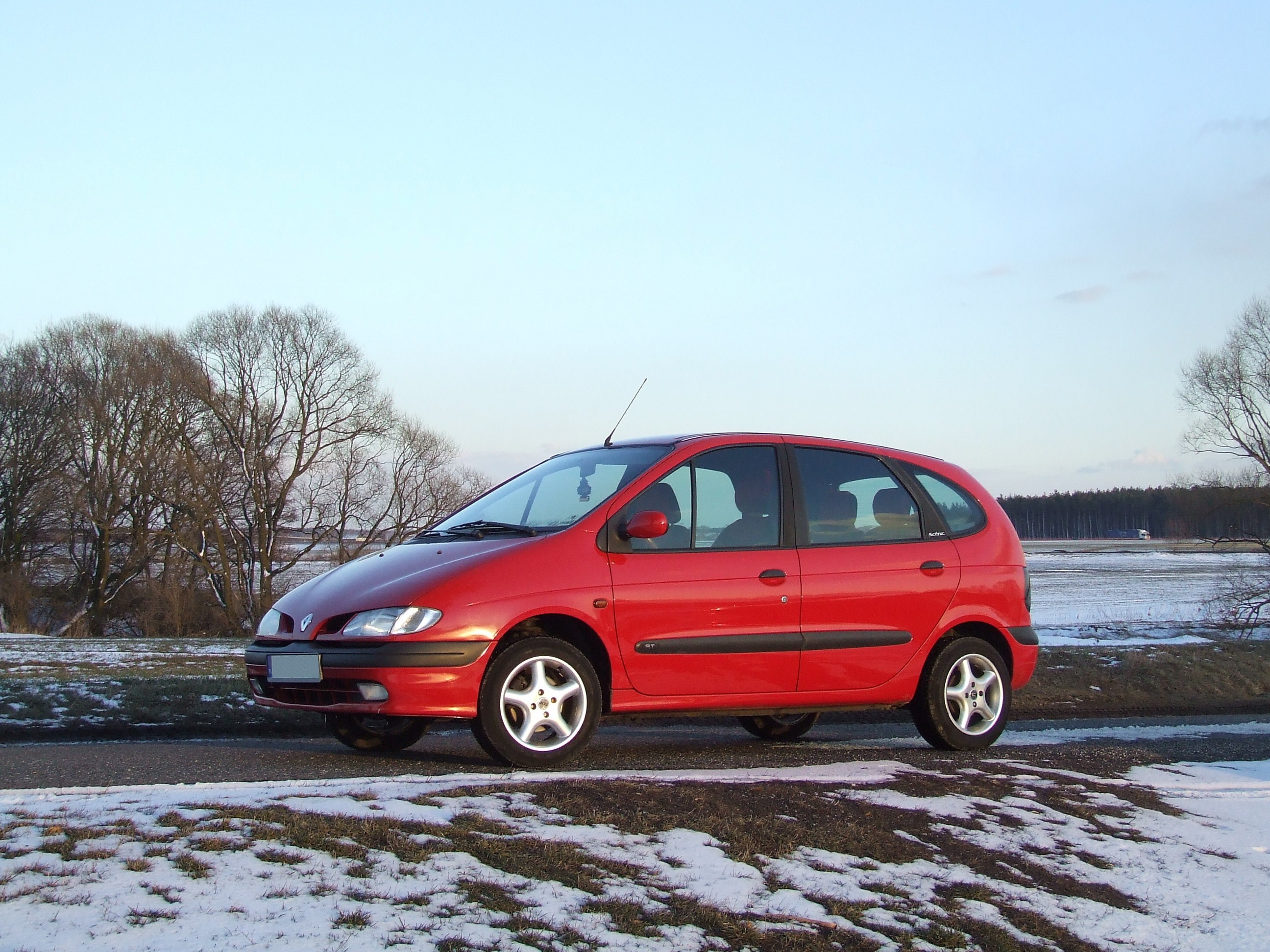
Una Mégane Scénic

La novità stava proprio nel fatto che nelle dimensioni e nell'ingombro di una vettura compatta, grazie all'aumento dell'altezza, c'era lo spazio di una vettura di dimensioni ben superiori. L'idea innovativa le valse il titolo di Auto dell'anno nel 1997.
Già alla fine del 1997 la Scénic era diventata un fenomeno automobilistico, e le consegne erano a 6 mesi, complice anche la chiusura in maggio dello stabilimento belga di Vilvoorde, che la produceva. Le case concorrenti furono costrette a correre ai ripari, per recuperare mercato in una categoria fino ad allora sconosciuta.
Fu così che si svilupparono 2 correnti di pensiero: alcuni continuavano a pensare che una monovolume, anche compatta, dovesse avere per forza 7 posti, e si sforzarono di metterli nel minor spazio possibile come nel caso di Opel Zafira e Volkswagen Touran. Altri costruttori invece preferirono seguire la strada intrapresa da Renault, confidando nella genuinità dell'idea pionieristica, e diedero la luce alla Citroën Xsara Picasso e Hyundai Matrix. Ci furono anche soluzioni intermedie, come la Fiat Multipla, a 6 posti.

## Renault Scénic I (1999-2003)
Nel settembre 1999 venne presentato un restyling, denominato Phase 2, a partire dal quale la Renault ha separato le carriere di Mégane e Scénic, sopprimendo sul portellone la dicitura Mégane, che d'ora in poi sarà relegata sulla porta posteriore solo come testimonianza del suo antenato comune. La Phase 2 non presentava altre sostanziali variazioni rispetto alla precedente versione, trattandosi il cambio di nome di una semplice operazione di marketing e non di un vero nuovo modello.
Venne fabbricata a Douai in Francia e a Curitiba in Brasile. Dal lancio della primissima Mégane Scénic fino al maggio 1997, prima della chiusura dello stabilimento, fu fabbricata anche a Vilvoorde in Belgio, e, in seguito, nella fabbrica di Palencia in Spagna fino alla presentazione della seconda serie.

## Renault Scénic II (2003-2009)
Con la seconda serie (denominata commercialmente Scénic II) del 2003, i vertici Renault decisero di sfidare le loro avversarie proponendo la Scénic in 2 versioni, la classica a 5 posti e la Grand Scénic, più lunga di 24 cm e con 7 posti.  Inoltre, dopo l'eliminazione del prefisso Mégane nel nome del modello, con questa seconda serie la Scénic si è ulteriormente allontanata dalla Mégane, con un design indipendente che non ne fa più la versione monovolume della Mégane, ma un vero e proprio modello a parte. Tuttavia, a ricordo delle sue origini, anche la Scénic II conserva la scritta Mégane sulla portiera posteriore. Nel 2006 c'è stato un lieve restyling che ha comportato esternamente modifiche di dettaglio.

## Renault Scénic III (2009-2016)
Nel maggio del 2009 è stata lanciata la terza generazione della Scénic, che presenta molte novità: sempre prevista in due taglie, alcuni mercati videro il debutto dapprima della versione lunga, mentre per altri mercati valse il contrario. In ogni caso, con l'arrivo della Scénic III, la versione a passo lungo fu denominata semplicemente Scénic (e non più Grand Scénic), mentre la versione a passo corto venne denominata Scénic X-Mod e fu caratterizzata da un design più giovanile. Questo modello ha avuto due restyling nel corso della sua carriera commerciale: uno nel febbraio del 2012 e l'altro nell'estate del 2013.

## Renault Scénic IV (2016-)
Al salone di Ginevra 2016 Renault ha presentato la quarta generazione della Scénic e nel mese di ottobre la Grand Scénic è stata presentata al pubblico al salone dell'Automobile di Parigi. La commercializzazione è stata avviata nel settembre 2016. Si è avuto quindi un ritorno alla vecchia denominazione Grand Scénic per la versione a passo lungo e della semplice denominazione Scénic per la versione a passo corto. Una delle maggiori particolarità della quarta generazione sta nella gommatura, essendo proposta con degli pneumatici con un battistrada da soli 195 mm di larghezza, ma con cerchi da 20 pollici e finitura bicolore.

## Galleria d'immagini
| Scénic I | Scénic II | Scénic III | Scénic IV |
| -------- | --------- | ---------- | --------- |
|          |           |            |           |
|          |           |            |           |
|          |           |            |           |